# Buddhizmus Hollandiában
A buddhizmus Hollandiában kisebbségi vallásnak számít, ahol a 2006-os népszámlálási adatok szerint 170 000 holland ember vallotta magát buddhistának, amely a teljes lakosság mintegy 1%-át jelenti.

## Története
A legelső könyvek Hollandia területén, amelyek említik a buddhizmust 1651-ben, 1843-ban és 1878-ban íródtak, illetve a legelső holland nyelvű buddhizmusról készült könyv 1879-es keltezésű. A századfordulón egyre több népszerű, buddhizmusról szóló könyv jelent meg holland nyelven.
Hollandiában a buddhizmus tudományos tanulmányozása Hendrik Kern kinevezésével kezdődött a Leiden Egyetem szanszkrit tanszékén. Két történelmi könyvet adott ki és egy kézikönyvet a buddhizmusról. Kern, Émile Senarthoz hasonlóan, Buddhát a Napot megszemélyesítő legendás hősként ábrázolta. Kernt Jacob Speyer (1849–1913) követte a tanszék élén, aki számos mahájána szöveget fordított le, illetve elkészítette a Dzsátaka mesék egy részének fordítását is. Ezután Jean Philippe Vogel (1871–1958) következett a vezetői pozícióban, aki régészként vált híressé bizonyításával, miszerint az indiai Kasia megegyezik azzal a Kusínagarral, ahol a Buddha elérte a parinirvánát. Kutatásokat végzett Borobudurral kapcsolatban is Jáva szigetén.
A második világháború után a buddhizmus hatalmas támogatói lettek Európában a teozófusok. A Teozófiai Társulat egyik részlegének holland titkára, Mrs. Spruitenburg, Indiából hazatérve gyűléseket szervezett saját otthonában Huizen településen, amelyet több tucat ember látogatott az ország minden részéből. Közéjük tartozott Ernst Verwaal, aki később a Buddhizmus Barátai Hága (Buddhistische Vriendenkring Den Haag) nevű szervezetet alapította, majd átnevezte A buddhizmus barátainak holland köre (Nederlandse Buddhistische Vriendenkring) névre. Egy egyszerű lapot is kiadott. A társaság központja Hágában volt, ahol 1966-ban a thai nagykövet felesége, Mrs. Bhakdi, szombatonként fogadta a társaság tagjait. A szervezet vezetője ezután Ronald Poelmeijer volt, aki 1953-ban a Nyugati Buddhista Rend tagjává vált.
1966-ban a Buddhizmus Barátainak Holland Köre felvette a Buddhista Társaság Hollandiában nevet. Az új szervezet a buddhizmus összes iskoláját képviselte. Ez az ökumenikus politika enyhe széthúzáshoz vezetett ezért átalakították és a Holland Buddhista Központ Alapítvány (Stichting Nederlands Buddhistisch Centrum) nevet kapta 1967. november 8-án. A szervezet célja a buddhista eszmék tanulmányozása volt, szem előtt tartva a különféle buddhista irányzatok teljes sokszínűségét, és támogatva a buddhista irányelvek gyakorlati alkalmazását. 1968-tól a mai napig folyóiratot ad ki, amelyet eredetileg úgy neveztek, hogy Saddharma, amelyet a 21. század elején átneveztek Vorm en Leegte névre, és jelenleg kereskedelmi buddhista kiadók adják ki. A szervezet 1978-tól a Buddhizmus Barátai Alapítvány (Stichting Vrienden van het Boeddhisme) nevet viseli. Még ebben az évben megalapították a Holland Buddhista Uniót, amely az Európai Buddhista Unió tagja lett. A 21. században több okból kifolyólag a holland unió kilépett az európaiból. 1978-tól Hollandiában a buddhizmus leginkább a különálló buddhista hagyományok különböző történeteiből tevődik össze. Ezen csoportok nevében a mai napig a Holland Buddhista Unió jár el politikailag, például ők sugározzák a Buddhista Közvetítő Csatornát (Boeddhistische Omroep Stichting), illetve ők adják ki az egyetlen, újságárusoknál kapható buddhista magazint.